# Ered Lómin
Ered Lómin, de Weerkaatsende Bergen, een bergketen ten oosten van de Lammoth in de wereld van J.R.R. Tolkien.
Lammoth was een woeste vlakte tussen de zee en de Ered Lomin. De Ered Lomin dankten hun naam aan de echo's die in dit gebied te horen waren. 
In dit gebied waren Morgoth en Ungoliant na hun vlucht uit het verre westen in Midden-aarde aan land gekomen. Er ontbrandde hier een strijd tussen hen, waarbij Morgoth een grote kreet slaakte die weerkaatste in de bergen.